# Diodines trilinea
Diodines trilinea är en fjärilsart som beskrevs av William Schaus 1916. Diodines trilinea ingår i släktet Diodines och familjen nattflyn. Inga underarter finns listade i Catalogue of Life.